# 摩洛哥—越南關係
摩洛哥—越南關係是指越南和摩洛哥历史上与现代的雙邊關係，现代则多指越南社会主义共和国與摩洛哥王国的外交关系。两国在19世纪后期已经建立接触；在冷战初期摩洛哥也曾为越南共和国（南越）在非洲重要的邦交国，是为数不多同时与北越及南越拥有邦交的国家之一，直到1975年南越覆亡；革新开放后，越、摩雙邊關係得到了积极發展，至2021年，越南也已经成为后者在东盟地区的第二大贸易伙伴。

## 政治交流
19世纪末至20世纪中叶的越南与摩洛哥均曾经是法蘭西殖民帝國的一部分，直至两国分别于1945年、1956年独立；在第一次印度支那戰爭期间，有摩洛哥人参加越南人民军，以帮助越南抵抗法国入侵。摩洛哥脱离法国独立后，越南共和国随即于1957年6月18日给予外交承认并建交，又在其首都拉巴特设立大使馆；另一方面，越南民主共和国（北越）也试图争取摩洛哥的外交承认，北越、摩洛哥两国最终于1961年3月27日建立外交关系，摩洛哥也成为当时为数不多与南、北越均建立外交关系的国家之一；但外交政策亲西方的摩洛哥并没有像对待中华人民共和国一样对同为共产主义国家的北越一视同仁，基于维持与南越友好关系的考量，摩洛哥政府拒绝了北越政府派遣使节的要求。此后直到1975年南越覆亡，摩洛哥与突尼斯、埃塞俄比亚等国皆被视为南越在非洲主要的友邦。但南越覆亡不到四个月后，摩洛哥政府就宣布承认越南南方共和国，直到1976年越南统一。
不过因为新成立的越南社会主义共和国承认摩洛哥宣称拥有主权的西撒哈拉地区上的撒拉威阿拉伯民主共和國政权，摩洛哥与越南的关系并没有得到很大的进展；直至进入21世纪，双边关系才得到了稳定发展，先是越南总理潘文凯于2004年出访摩洛哥，两国更于2006年3月互设大使馆，而摩洛哥首相阿巴斯·法西也于2008年首次访问越南，开启了双边高层访问。而摩洛哥其后更于2015年與東協簽署《東南亞友好合作條約》，以深化同包括越南在内的東協诸国间的友好关系。
尽管越南与摩洛哥双边关系紧密、高层往来频繁，但對於摩洛哥宣称擁有主權的西撒哈拉地區，越南则与摩洛哥的邻国阿尔及利亚一道支持波利薩里奧陣線，并且与撒拉威阿拉伯民主共和国建立了外交关系，延续至今。越南也是为数不多与摩洛哥、阿尔及利亚及撒拉威阿拉伯民主共和国均維持友好關係的國家之一。

## 经贸交流
自2001年越南与摩洛哥签署首份贸易协定以来，两国相继签署了渔业合作备忘录、经济文化科技合作框架协定、相互鼓励与保护投资协定等多项双边条约，为两国经贸的正常往来提供了一定法理依据；越、摩双边贸易往来也因此得到了进一步加强，截至2019年，越南已经成为摩洛哥在东盟地区的第二大贸易伙伴；双边贸易额已经超过2亿美元，其中多为越方出口，达1.955亿美元，主要出口手机及零部件、电脑、咖啡、鞋类、纺织品等；而摩洛哥则向越南出口了约2250万美元的商品，主要为动物饲料、原料等。

## 人文交流
摩洛哥与越南皆曾为法兰西殖民帝国的一部分，现今两国又为法文國家及地區國際組織成員國，并在文化上深受法国文化影响；在越南，一些支持越南抵抗外敌侵略的摩洛哥志愿军在红河畔的巴位县建造了摩洛哥门，该建筑日后也成为了越、摩两国友谊的象征。在摩洛哥，越南大使馆時常與越南國內一些文藝團體，以及泰國、马来西亚、印尼、菲律賓、文莱等東協國家派駐在当地的外交代表機構合作，以推介东南亚文化。而在教育领域，自2011年起，摩洛哥政府每年为越南提供10个奖学金名额，以支持优秀的越南学生前往摩洛哥留学；至2020年，共有20名越南留学生在摩洛哥留学；2014年，摩洛哥还为越南邮报培训了两名法语记者。
越南也正在积极发展同摩洛哥的公共外交联系，2017年，摩洛哥成立摩洛哥—越南友好协会；2019年3月，越南国会主席阮氏金银出访摩洛哥期间，越南岘港市与摩洛哥丹吉尔缔结友好合作关系，成为姐妹城市；2021年，摩洛哥在越南第一大城市胡志明市委任了名誉领事，以期加强与越南的民间往来，越南—摩洛哥友好协会亦于同年创立；两国还有兴趣推动卡萨布兰卡与胡志明市缔结友好关系。